# Еге, Ладислав
Ян Ладислав Надаши-Еге (словац. Ladislav Nádaši-Jégé; псевдоним ― Еге; 12 февраля 1866 года, Дольни-Кубин ― 2 июля 1940 года, там же) ― словацкий писатель, литературный критик и врач.

## Биография
Надаши-Еге родился в семье юриста в Дольни-Кубине в семье юриста Антона Надаши и его жены Эмилии. Учился в Кежмароке, Ружомбероке, Дьёндьёше и Левоче. После сдачи экзаменов в Левоче уехал изучать медицину в Прагу. Позднее планировал уехать в Кливленд в США, однако семейные проблемы изменили его планы. Он в своём родном городе Дольни-Кубин, где начал врачебную практику и где прожил почти всю свою жизнь (за исключением периода 1924―1925 годов, когда он жил в Братиславе). Умер в 1940 году от сердечного приступа.

## Произведения
Писать Еге начал во время учёбы в Праге. В студенческие годы он стал членом ассоциации Детвана, которая поддерживала его литературную деятельность. Под псевдонимом Ян Гроб (Ján Grob; от инициалов и происходит его самый известный псевдоним Еге) он написал несколько этюдов и одну новеллу. Однако большинство его работ относятся к 1930-м и особенно 1920-м годам: в этот период он написал свои лучшие произведения. Публиковался в журналах Národnie noviny, Slovenské pohľady, Slovenský denník, Národný denník.
- 1897 ― Pomsta
- 1889 ― Výhody spoločenského života
- 1922 ― Wieniawského legenda
- 1923 ― Adam Šangala
- 1925 ― Krpčeky sv. Floriána
- 1925 ― Mia
- 1925 ― Kuruci
- 1926 ― Magister rytier Donč
- 1926 ― Horymír
- 1928 - Svätopluk
- 1930 ― Cesta životom
- 1931 ― Itália
- 1931 ― Kozinský mlyn
- 1932 ― Alina Orságová
- 1934 ― Medzi nimi
- 1937 ― S duchom času